# Zelenyák János
Zelenyák János (Szepesalmás, 1860. június 16. – Wels, 1929. november 23.) római katolikus pap, politikus, természetgyógyász szakíró, a szegény nép „ingyenorvosa”.

## Élete
A lőcsei és egri gimnáziumban tanult. A teológiát a bécsi Pázmáneumban végezte. 1883-ban szentelték pappá.
Káplánként szolgált Liptószentmiklóson és Szepeshelyen. 1885-ben teológiai doktorátust szerzett. 1889-től a szepesi káptalan szemináriumának filozófia és latin nyelv professzora, majd 1890-től a bibliai tudományok professzora. 1897-ben az esztergomi érsekségbe helyezték át. 1898-tól Barsbese, 1903-tól Lekér plébánosa.
1895-ben a lőcsei kerületben katolikus néppárti programmal országgyűlési képviselőnek is megválasztották (1896-1901), majd 1910-ben az újbányai kerületben választották meg néppárti programmal (1910-1918). A könyvtári és földmívelésügyi bizottság tagja volt.
Népi gyógyászattal is foglalkozott. 1910-1914 között az Erő és Egészség természetes gyógymódokat tartalmazó népies orvosi havilapot szerkesztette. A német J. Pilz és Sebastian Kneipp természetgyógyászok követője volt, több művet írt a higiénia fontosságáról, a gyógynövények hatásáról és a természetes gyógymódokról. Sok gyógyszertalálmánya és szabadalma volt (Rheumaticum, fejszesz). 1928-ban részt vett az amerikai eucharisztikus kongresszuson, és négy hónapon keresztül előadásokat tartott a természetes gyógymódról. Az út kimerítette és 1929 őszén misézés közben összeesett. A Bécs-Pozsony között a gyorsvonaton szívszélhűdés érte és egy osztrák kórházban hunyt el.

## Emlékezete
- Lekéren 1995 óta rendezik meg a Zelenyák 13 futóversenyt[4]

## Művei
- 1908 A gyógynövények hatása és használata. Budapest
- 1910/1912 A véredényelmeszedés (arteriosklerosis) és kezelése. Budapest
- 1911 A neurasthenia, annak lényege, kezelése és óvszere. Baumgarten Alfréd dr. és más orvostanárok nyomán. Budapest
- 1911 Az egészség aranykönyve. Budapest
- 1912 A tüdővész és annak kezelése. Budapest
- 1912 Az elhájasodottak és cukorbetegek kezelése természetes étrendi alapon
- 1924 Panis vivus, et vitalis
- 1925/1929/2012/2023 Természetes gyógymód

Fordította Zimándy Ignác egy művét.